# Satz von Pappos

Satz von Pappos: projektive Form

Satz von Pappos: affine Form

Der Satz von Pappos (Pappus), gelegentlich auch Satz von Pappos-Pascal genannt, ist ein zentraler Satz in der affinen und projektiven Geometrie. Er tauchte erstmals als Proposition 139 im VII. Buch der Mathematischen Sammlungen des antiken griechischen Mathematikers Pappos von Alexandria auf. Blaise Pascal fand im 17. Jahrhundert eine Verallgemeinerung des Satzes, den nach ihm benannten Satz von Pascal, bei dem die sechs Grundpunkte des Satzes auf einem Kegelschnitt liegen.
Der Satz lautet in seiner allgemeineren projektiven Form:
Liegen sechs Punkte {\displaystyle P_{1},P_{2},P_{3},P_{4},P_{5},P_{6}} einer projektiven Ebene abwechselnd auf zwei Geraden {\displaystyle g} und {\displaystyle h}, so sind die Punkte
{\displaystyle P_{7}:=P_{1}P_{2}\cap P_{4}P_{5},}
{\displaystyle P_{8}:=P_{6}P_{1}\cap P_{3}P_{4},}
{\displaystyle P_{9}:=P_{2}P_{3}\cap P_{5}P_{6}}
kollinear, d. h., sie liegen auf einer Geraden {\displaystyle u} (siehe Bild).
Sind die beiden Geraden {\displaystyle g} und {\displaystyle h} durch die Sechseckpunkte und die Gerade {\displaystyle u} kopunktal, so spricht man auch vom kleinen Satz von Pappos.
Da sich zwei Geraden in einer affinen Ebene nicht unbedingt schneiden, wird der Satz zusätzlich noch in einer spezielleren affinen Form formuliert:
Liegen sechs Punkte {\displaystyle P_{1},P_{2},P_{3},P_{4},P_{5},P_{6}} einer affinen Ebene abwechselnd auf zwei Geraden {\displaystyle g} und {\displaystyle h} und sind sowohl das
Geradenpaar {\displaystyle P_{1}P_{2},P_{4}P_{5}} als auch das
Geradenpaar {\displaystyle P_{2}P_{3},P_{5}P_{6}} parallel,
so sind auch {\displaystyle P_{3}P_{4}} und {\displaystyle P_{6}P_{1}} parallel (s. Bild).
Im projektiven Abschluss der zugrunde liegenden affinen Ebene schneiden sich die drei parallelen Geradenpaare auf der uneigentlichen Geraden {\displaystyle u}, und es entsteht die projektive Form des Satzes von Pappos.

## Beweis des Satzes in einer affinen Ebene über einem Körper

Satz von Pappos: Beweis

Wegen der Parallelität in einer affinen Ebene muss man zwei Fälle unterscheiden, je nachdem, ob die Geraden {\displaystyle g,h} sich schneiden oder nicht. Der Schlüssel zu einem einfachen Beweis ist die immer mögliche geeignete Koordinatisierung der affinen Ebene. Denn in einem 2-dimensionalen Vektorraum kann man den Nullpunkt und zwei (linear unabhängige) Basisvektoren frei wählen.
Fall 1: Die beiden Geraden {\displaystyle g,h} schneiden sich und es sei {\displaystyle Z=g\cap h}.

In diesem Fall lassen sich Koordinaten so einführen, dass {\displaystyle Z=(0,0),\;P_{1}=(0,1),\;P_{6}=(1,0)} ist (s. Bild). Die Punkte {\displaystyle P_{5},P_{3}}  haben dann Koordinaten {\displaystyle P_{5}=(0,c),P_{3}=(0,d),\;c,d\notin \{0,1\}}. Da die Geraden {\displaystyle P_{5}P_{6},\;P_{3}P_{2}} parallel sind, gilt {\displaystyle P_{2}=({\tfrac {d}{c}},0)}. Aus der Parallelität der Geraden {\displaystyle P_{1}P_{2},P_{5}P_{4}} folgt dann, dass {\displaystyle P_{4}=(d,0)} sein muss. Also hat die Gerade {\displaystyle P_{3}P_{4}} die Steigung {\displaystyle -1} und ist damit parallel zu {\displaystyle P_{1}P_{6}}.
Fall 2: {\displaystyle g\parallel h}.

In diesem Fall werden die Koordinaten so gewählt, dass {\displaystyle P_{6}=(0,0),P_{2}=(1,0),P_{1}=(0,1),P_{5}=(c,1),c\neq 0} ist. Aus den Parallelitäten {\displaystyle P_{1}P_{2}\parallel P_{5}P_{4}} und {\displaystyle P_{6}P_{5}\parallel P_{2}P_{3}} folgt {\displaystyle P_{3}=(c+1,1)} und {\displaystyle P_{4}=(c+1,0)} und damit die Parallelität {\displaystyle P_{1}P_{6}\parallel P_{3}P_{4}}.

## Dualer Satz von Pappos
Aufgrund des Dualitätsprinzips für projektive Ebenen gilt auch der duale Satz von Pappos:

Dualer Satz von Pappos: projektive Form
Dualer Satz von Pappos: affine Form

Gehören sechs Geraden {\displaystyle p_{1},p_{2},p_{3},p_{4},p_{5},p_{6}} einer projektiven Ebene abwechselnd zwei Geradenbüschel durch zwei Punkte {\displaystyle G,H} an, so sind die Geraden
{\displaystyle p_{7}:=(p_{1}\cap p_{2})(p_{4}\cap p_{5}),}
{\displaystyle p_{8}:=(p_{6}\cap p_{1})(p_{3}\cap p_{4}),}
{\displaystyle p_{9}:=(p_{2}\cap p_{3})(p_{5}\cap p_{6})}
kopunktal, d. h., sie gehen durch einen gemeinsamen Punkt {\displaystyle U}.
Das linke Bild zeigt die projektive Version, das rechte Bild eine affine Version, bei der die Punkte {\displaystyle G,H} auf der Ferngeraden liegen.

Thomsen-Figur (Punkte {\displaystyle \color {red}1,2,3,4,5,6} im Dreieck {\displaystyle ABC}) als dualer Satz des kleinen Satzes von Pappos ({\displaystyle U} ist auch Fernpunkt!).
Thomsen-Figur: Beweis

Ist in der affinen Version des dualen Satzes von Pappos Punkt {\displaystyle U} auch ein Fernpunkt, so entsteht die duale Aussage des kleinen Satzes von Pappos, die mit dem Satz von Thomsen aus der elementaren Dreiecksgeometrie identisch ist. Die Thomsen-Figur spielt bei der Koordinatisierung einer axiomatisch definierten projektiven Ebene eine wesentliche Rolle. Der Beweis für das Schließen der Thomsen-Figur folgt aus dem obigen Beweis des kleinen Satzes von Pappus. Der direkte Beweis ist aber auch sehr einfach:
Da die Formulierung des Schließungssatzes von Thomsen nur die Begriffe Verbinden, Schneiden und parallel verwendet, ist der Satz affin invariant und man kann zum Beweis annehmen, dass {\displaystyle A=(0,0),\;B=(1,0),\;C=(0,1)} gilt (siehe Bild). Der Startpunkt für den Streckenzug ist der Punkt {\displaystyle (0,\lambda )}. Man rechnet leicht die Koordinaten der restlichen Punkte aus und erkennt, dass der 7. Punkt wieder der Anfangspunkt ist.

## Bedeutung: Pappossche Ebenen
Der Satz von Pappos gilt nicht in jeder projektiven Ebene. Er gilt nur in solchen Ebenen, die sich mit Hilfe eines (kommutativen) Körpers koordinatisieren lassen. Umgekehrt folgt aus der Gültigkeit des Satzes von Pappos die Koordinatisierbarkeit der Ebene mit einem Koordinatenkörper. Solche Ebenen, affin oder projektiv, sind also durch den Satz von Pappos gekennzeichnet und heißen pappossche Ebenen.
Für einen Überblick über affine und projektive Ebenen, in denen der Satz von Pappos oder schwächere Schließungssätze allgemein gelten, und die Folgerungen, die sich damit jeweils für die algebraische Struktur des Koordinatenbereiches ergeben, siehe die Artikel „Ternärkörper“ und „Klassifikation projektiver Ebenen“.

## Der projektive Satz von Pappos als Axiom und äquivalente Aussagen
Wie schon im Abschnitt Bedeutung erläutert, ist der projektive Satz von Pappos unabhängig von den Inzidenzaxiomen einer projektiven Ebene, daher wird er bzw. zu ihm (auf Grundlage der Inzidenzaxiome) gleichwertige Aussagen auch als ein Axiom, hier abgekürzt als (PA), bezeichnet. Dieses Axiom ist auch unabhängig vom Fano-Axiom, hier kurz (FA), denn es existieren
- projektive Ebenen {\displaystyle \mathbb {P} ^{2}(K)} über jedem kommutativen Körper {\displaystyle K} mit einer von 2 verschiedenen Charakteristik. Sie erfüllen (FA) und (PA),
- projektiven Ebenen {\displaystyle \mathbb {P} ^{2}(K)} über jedem kommutativen Körper {\displaystyle K} mit Charakteristik 2. Sie erfüllen (FA) nie, aber stets (PA),
- projektive Ebenen {\displaystyle \mathbb {P} ^{2}(S)}, die nicht pappossch sind und auch nicht (FA) erfüllen, da es nichtkommutative Schiefkörper {\displaystyle S} mit der Charakteristik {\displaystyle p} zu jeder Primzahl {\displaystyle p}, also auch solche mit der Charakteristik 2 gibt,[5]
- projektive Ebenen {\displaystyle \mathbb {P} ^{2}(S)}, die nicht pappossch sind, aber (FA) erfüllen, da es zu jeder ungeraden Primzahlcharakteristik {\displaystyle p} und zur Charakteristik 0 je wenigstens einen nichtkommutativen Schiefkörper gibt.[5]

→ Vergleiche dazu auch den Satz von Gleason und den Satz von Hanna Neumann in Fano-Axiom#AntiFano.
Folgende synthetische und analytische Aussagen über eine projektive Ebene {\displaystyle \mathbb {P} } sind äquivalent:
1. {\displaystyle \mathbb {P} } ist pappossch.
2. {\displaystyle \mathbb {P} } ist desarguessch und der Koordinatenschiefkörper von {\displaystyle \mathbb {P} } ist kommutativ.[6]
3. Einer der oder gleichwertig jeder Koordinatenternärkörper von {\displaystyle \mathbb {P} } ist zu einem kommutativen Körper isomorph.[7]
4. Es existiert eine Gerade {\displaystyle g} in {\displaystyle \mathbb {P} }, so dass die affine Ebene {\displaystyle A=\mathbb {P} \setminus g} den affinen Satz von Pappos erfüllt.[7]
5. Die vorige Aussage gilt für jede Gerade der Ebene.[7]

### Zusammenhang mit dem Satz von Desargues: Satz von Hessenberg
Als Satz von Hessenberg wird in der projektiven Geometrie die Aussage
In einer projektiven Ebene, in der der Satz von Pappos allgemeingültig ist, ist auch der Satz von Desargues allgemeingültig.
bezeichnet. Dieser Satz wurde von Gerhard Hessenberg, nach dem er benannt ist, 1905 (lückenhaft) bewiesen. Er ist von fundamentaler Bedeutung für die synthetische Geometrie. Ein vollständiger Beweis (über verschiedene Hilfssätze) findet sich im Lehrbuch von Lüneburg.
Das heißt: Aus dem Axiom von Pappos (PA) folgt das Axiom von Desargues. Dass die Umkehrung im Allgemeinen (genauer: für unendliche projektive Ebenen) falsch ist, ist durch die Existenz von projektiven Ebenen über nichtkommutativen Schiefkörpern erwiesen.
Folgerung für endliche Ebenen aus dem Satz von Hessenberg

Mit dem Satz von Wedderburn folgt, dass für endliche projektive oder affine Ebenen der Satz von Pappos und der Satz von Desargues äquivalent sind.